# Paranemastoma aurigerum
Paranemastoma aurigerum is een hooiwagen uit de familie aardhooiwagens (Nemastomatidae).